# Moio de' Calvi
Moio de' Calvi é uma comuna italiana da região da Lombardia, província de Bérgamo, com cerca de 195 habitantes. Estende-se por uma área de 6 km², tendo uma densidade populacional de 33 hab/km². Faz fronteira com Isola di Fondra, Lenna, Piazzatorre, Piazzolo, Roncobello, Valnegra.

## Demografia
| Variação demográfica do município entre 1861 e 2011                               |
|                                                                                   |
| Fonte: Istituto Nazionale di Statistica (ISTAT) - Elaboração gráfica da Wikipedia |